# Home Astrid
Home Koningin Astrid, of kortweg Home Astrid, is een van de zeven studentenhomes van de Universiteit Gent. Het gebouw is gelegen naast campus Sterre, in de Belgische stad Gent. Home Astrid werd geopend in 1966 en telt 233 kamers, die verhuurd worden aan studenten van de universiteit.

## Beschrijving
Home Astrid telt vijf verdiepingen met hoogstens 47 kamers, 233 in totaal. Deze zijn verdeeld over twee gangen, die samenkomen bij een trappenhal en personenliften, wat de plattegrond van het gebouw een herkenbare V-vorm geeft. De vleugels van het gebouw liggen aan de Krijgslaan en de Kortrijksesteenweg, die bij de punt van de V samenkomen op kruispunt Sterre. Het adres is Krijgslaan 250 en aan de overkant van die laan bevindt zich campus Sterre.
Een kamer heeft een oppervlakte van ongeveer 10 m². Elke kamer is voorzien van een lavabo met spiegelkast en een ingebouwde kleerkast. Er zijn ook reeds enkele basismeubelen aanwezig, waaronder een bed en een bureau. De kamers kunnen uitsluitend gehuurd worden door studenten van de Universiteit Gent en dit op voorwaarde dat de student nog geen masterdiploma behaald heeft.
Tot de gemeenschappelijke voorzieningen behoren een keuken, sanitaire voorzieningen, een ontspanningszaal of studiezaal, een kelder met fietsenstalling en een dakterras of solarium. Het studentenhome wordt beheerd door de Afdeling Huisvesting van de Universiteit Gent. In het gebouw is een homebeheerder aanwezig.

## Geschiedenis en context
De bouw van Home Astrid was, samen met andere uitbreidingen van de Universiteit Gent, een reactie op het tekort aan studentenkamers door de enorme toename van het aantal studenten in de jaren vijftig en zestig. De bouw van Home Fabiola, de eerste studentenhuisvesting van de Universiteit Gent, begon in 1960. Home Fabiola ligt aan de Overpoortstraat, halverwege tussen de oude en de nieuwe campus.
De eerstesteenlegging van Home Astrid gebeurde op 3 november 1965 en de plechtige opening vond plaats op 5 december 1966. Het studentenhome, met aanvankelijk 250 kamers, werd vernoemd naar koningin Astrid, de moeder van de toenmalige koning van België. Evenals Home Fabiola was het alleen voor meisjes. Pas vanaf 1987 werd gemengde bewoning toegelaten. Mannelijke studenten moesten bij de ingang hun studentenkaart afgeven en dienden het pand 's avonds om tien uur te verlaten. Eventueel werden ze door de beheerder verwijderd bij zogeheten sekscontroles.
In totaal opende de universiteit in 1966 vijf homes, drie aan de Overpoortstraat en twee op de Sterre. Op dezelfde dag als Home Astrid werd voor jongens Home Boudewijn geopend, luttele honderden meters westelijker, aan de Harelbekestraat, met 448 kamers. De twee complexen liggen op drie kilometer van de 'oude' universiteit aan de Voldersstraat, op een dan nog wat afgelegen voormalig militair oefenterrein. Slechts enkele maanden voor de beide homes was op 9 juni 1966 het eerste universiteitsgebouw van campus Sterre geopend, het Laboratorium voor Kristallografie en Studie van de Vaste Stoffen.

## Gebruik en aanpassingen
Op het gelijkvloers bevond zich oorspronkelijk een studentenrestaurant, tot dit in het academiejaar 2015–2016 verhuisde naar gebouw S5 van campus Sterre. De eetzaal van het studentenrestaurant in Home Astrid werd hierop omgedoopt tot een ontspanningszaal; de infrastructuur van de keuken werd pas verwijderd in 2020.
Sinds de opening heeft Home Astrid reeds enkele renovaties ondergaan. De kelder, die eerst dienst deed als parkeergarage voor auto's werd heringericht als fietsenstalling. In de inkomhal werd een fontein verwijderd en de draaitrap werd vervangen door een betonnen rechte trap. Ook de keukens en sanitaire voorzieningen werden intussen vernieuwd. In 2018 werden alle ramen en binnendeuren vervangen.

## Studentenvereniging
De gelijknamige officiële studentenvereniging van Home Astrid werd in het academiejaar 1971-1972 opgericht door Johan De Cock. De kenmerkende kleuren van de vereniging zijn blauw en wit. De mascotte is een kakkerlak, verwijzend naar een kakkerlakkenplaag die Home Astrid teisterde bij de oprichting van de vereniging. Ook het officiële tijdschrift, 't Kakkerlakske, dat vier keer per academiejaar wordt gepubliceerd, is hiernaar vernoemd. De kleuren en de mascotte zijn onder meer terug te vinden in het schild van de vereniging. Daarnaast heeft Home Astrid ook een eigen clublied dat kan worden gezongen tijdens cantussen. Home Astrid is aangesloten bij het Home Konvent, de koepel van de homeraden van de universiteit.
Elke vijf jaar wordt een lustrumweek georganiseerd waarbij de studentenvereniging haar lustrum viert.
De homeraad, ook wel praesidium genoemd, wordt elk academiejaar door middel van verkiezingen samengesteld uit de bewoners. De homeraad staat voornamelijk in voor het organiseren van activiteiten waaraan alle bewoners kunnen deelnemen, met het bevorderen van het sociale leven op de home als doel.
In het academiejaar 2020–2021 bestaat de homeraad uit zestien verschillende functies, elk uitgevoerd door één of twee personen.